# 大戸瀬駅
大戸瀬駅（おおどせえき）は、青森県西津軽郡深浦町大字田野沢字汐千浜（しおほしはま）にある、東日本旅客鉄道（JR東日本）五能線の駅である。

## 歴史

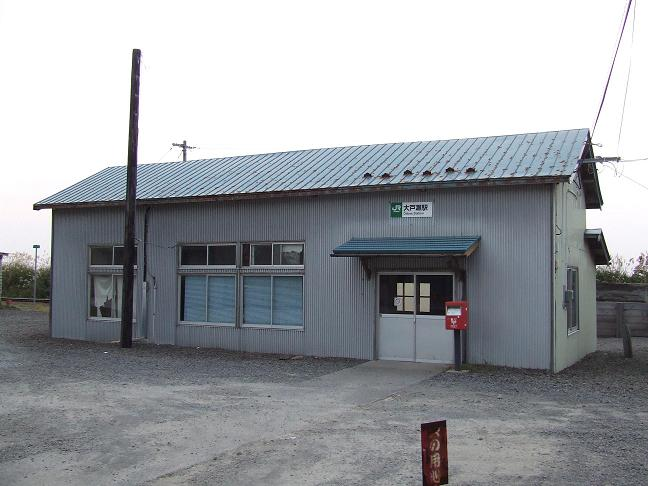
駅舎（2009年9月）

- 1933年（昭和8年）11月5日：開業[2][3]。
- 1971年（昭和46年）10月1日：貨物および荷物の扱いを廃止[4]。駅無人化[5]。ただし、翌年3月31日までは（日曜・祝日を除く）6時から15時半まで旅客扱い要員を1名配置する[6]。
- 1987年（昭和62年）4月1日：国鉄分割民営化により、JR東日本の駅となる[3]。
- 2002年（平成14年）5月1日：簡易委託が解除され、無人駅となる。
- 2010年（平成22年）11月ごろ：新駅舎の供用を開始。
- 2024年（令和6年）10月1日：えきねっとQチケのサービスを開始[1][7]。

## 駅構造
単式ホーム1面1線を有する地上駅である。元は相対式ホーム2面2線で、かつてのホームが草に埋もれて残っている。
東北新幹線の新青森駅開業などに合わせて、老朽化していた駅舎の建て替えが実施された。木造平屋建て延べ床面積9.9平方メートルで、漁師の番小屋をモチーフとしている。駅舎の壁には、北金ヶ沢にある「日本一のイチョウ」をイメージしてイチョウの葉が描かれている。
弘前統括センター（五所川原駅）管理の無人駅である。2002年（平成14年）までは簡易委託駅であり、旧駅舎には窓口跡が残っていた。北金ケ沢駅が直営駅だったころは同駅が管理駅だった。

## 利用状況
JR東日本によると、2000年度（平成12年度）- 2002年度（平成14年度）の1日平均乗車人員の推移は以下のとおりであった。
| 乗車人員推移       | 乗車人員推移     | 乗車人員推移 |
| 年度               | 1日平均 乗車人員 | 出典         |
| ------------------ | ---------------- | ------------ |
| 2000年（平成12年） | 27               | [ 9 ]        |
| 2001年（平成13年） | 22               | [ 10 ]       |
| 2002年（平成14年） | 19               | [ 11 ]       |

## 駅周辺
- 国道101号
- 大戸瀬簡易郵便局
- 清滝川
- 弘南バス「大戸瀬駅前」停留所

## その他
駅名について、「大戸瀬」は旧大戸瀬村に由来するが、その中心地は北金ケ沢駅周辺になる。住所の「田野沢」をはじめとする駅名の候補があったが、最終的に「大戸瀬」に落ち着いた。

## 隣の駅
東日本旅客鉄道（JR東日本）
■五能線
□快速
通過
■普通
風合瀬駅 - 大戸瀬駅 - 千畳敷駅